# Joyce Piliso-Seroke
Joyce Piliso-Seroke (* 11. Juli 1933 in Johannesburg) ist eine südafrikanische Vertreterin der Frauenbewegung und ehemalige Vizepräsidentin der World Young Women’s Christian Association (YWCA).

## Leben
Piliso-Seroke macht ihren Schulabschluss in Pretoria, danach studierte sie an der Universität Fort Hare. Sie beendete ihr Studium mit einem Bachelor und einem Diplom in Kommunikationswissenschaft. Sie arbeitete ein Jahr als Lehrerin, widmete sich dann der Sozialarbeit und bekam vom South African Institute of Race Relations ein Stipendium für ihr Graduiertenstudium an der Swansea University. Nach ihrer Rückkehr nach Südafrika wurde sie für die YWCA in Natal tätig. Die größte Aufgabe der Vereinigung war die Abschaffung des Natal Native Code von 1891, der unter anderem schwarze Frauen zum Eigentum von Männern machte.
Piliso-Seroke war nationale Generalsekretärin der YWCA, 1975 wurde sie in das geschäftsführende Komitee nach Genf berufen. Während des Aufstands in Soweto reiste sie mit dem Komitee nach Johannesburg, wo sie für mehrere Tage im Frauengefängnis Old Fort in Haft war. 1983 wurde sie zur Vizepräsident der YWCA gewählt, sie übte das Amt bis 1995 aus. 1992/1993 war sie im Nationalen Rat für Rückkehrer tätig, 1996 in der Wahrheits- und Versöhnungskommission. 1999 ernannte sie Nelson Mandela zur Vorsitzenden der Kommission für die Gleichstellung der Geschlechter, der sie bis 2007 vorsaß. Im Jahr 2005 zog die Kommission in das Gefängnis Old Fort. Thabo Mbeki zeichnete Piliso-Seroke 2007 als Grand Counsellor of the Order of the Baobab aus.